# 艾賈徐體育會
艾賈徐體育會（Al-Jaish Sports Club），也稱「叙利亚陆军」，是一間位於敘利亞大馬士革的職業足球隊。成立於1947年，現於敘利亞足球超級聯賽角逐。隊名中الجيش是阿拉伯語，意思是「軍隊」。

## 成就
- 敘利亞足球超級聯賽: 17

1973, 1976, 1979, 1985, 1986, 1998, 1999, 2001, 2002, 2003, 2009, 2012, 2015, 2016, 2017, 2018, 2019
- 敘利亞盃: 9

1967, 1986, 1997, 1998, 2000, 2002, 2004, 2014, 2018
- 敘利亞超級盃: 1

2013
- 亞洲足協盃: 1

2004.

## 在亞冠比賽的表現
- 亞洲聯賽冠軍盃: 2 次

2002–03: 西亞區 - 第4輪
2005: 小組賽階段
- 亞洲足協盃: 4 次

2004: 冠軍
2010: 小組賽階段
2011: 小組賽階段
2014: 小組賽階段
- 亞洲盃賽冠軍盃: 1 次

1999–00: 第二輪

## 外部連結
- Official Site